# アメリカ社会民主主義
アメリカ社会民主主義（あめりかしゃかいみんしゅしゅぎ、Social Democracy of America、略称:SDA）とは、アメリカ合衆国で19世紀末から1910年代にかけて存在した革新政党。協同協会（Cooperative Brotherhood）とも。アメリカ社会党の前身としても知られる。

## 党史

### 結成

#### ユージン・V・デブス

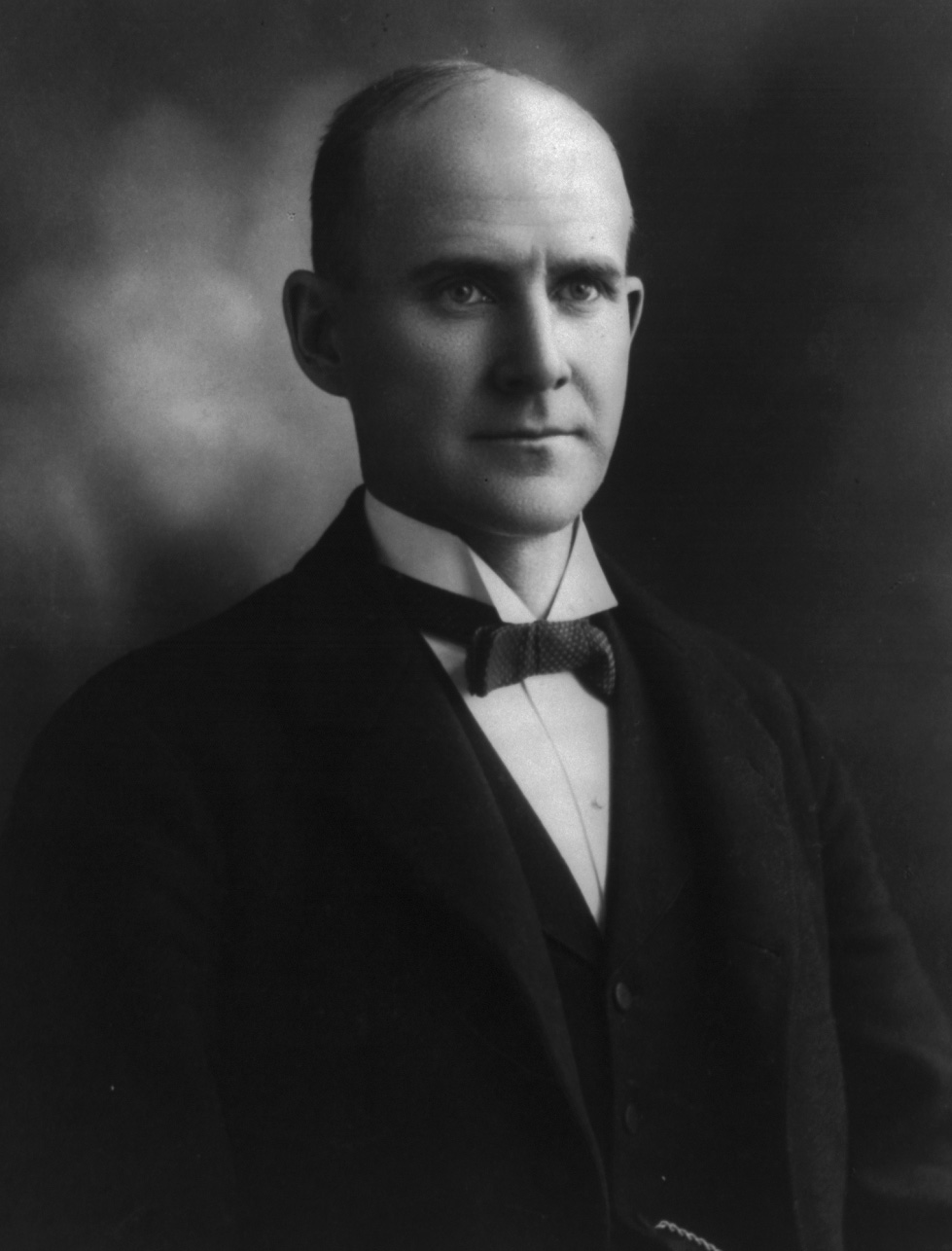
ユージン・V・デブス

ユージン・V・デブスが1894年のプルマン・ストライキで投獄後、社会主義思想に感化。1896年の大統領選挙ではウィリアム・ジェニングス・ブライアンを支持したにもかかわらず、1897年1月社会主義へ転向するに至った。
同年6月にはアメリカ鉄道労働組合（ARU）の大会をシカゴで開催するが、その席上ARUと協同共同体協会（BCC）の分派などとの合併を決定。これが新組織である、アメリカ社会民主主義の誕生へと繋がった。なお、ARUが発行していた『レイルウェイ・タイムズ』は、新組織の公式機関紙『社会民主主義』として再出発を図る事となる。
新党結成の際、ARUやBCCの関係者のうちヴィクター・L・バーガーの周辺に集まっていたのが、中西部で独自に活動を展開していた社会主義者であった。主としてドイツ系アメリカ人から構成されるこのグループは、緩やかな連合体である「社会民主主義協会」を良好な状態で維持し、全米最古とされる社会主義系の日刊紙『ミルウォーキー・フォルヴァルツ』を刊行。
同協会は、選挙就中地方自治を通じた社会主義理念の実現を重視し、労働者に対して当面の重要な問題を訴えるスタイルを採っていた。著名な「アメリカ人」の支持者としては、セイモア・ステッドマンやフレデリック・ヒースらがいる。

#### アメリカ社会労働党
SDAが結成される一方で、革新政党としては先輩格に当たる、アメリカ社会労働党（SLP）内部では内輪揉めが少なくなかった。ニューヨーク市マンハッタンのローワー・イースト・サイド地区のユダヤ人党員の中に、二重組合主義に反発する者がいたのである。その結果として、イディッシュ語の党機関紙『ドス・アベンド・ブラット』や『アルベター・ツァイトゥング』は、党が直接管理運営する事となる。
ユダヤ人党員に党活動の浸透を図るため、ジューイッシュ・デイリー・フォワード紙を刊行したり、「新聞協会」を立ち上げた事に対し、反主流派が反発すると、党執行部は党大会で地方支部を除名。除名された地方支部は会議を開き、SDAへの合流を決定するに至った。この分派の著名な党員としては、エイブラハム・カーハン、メイヤー・ロンドン、イサーク・アワーリッチ、モリス・ウィンチェフスキー、マイケル・ザメトキン、マックス・パイン及びルイス・F・ミラーがいる。
セントルイスでは地元のSLP支部が、アルバート・サンダーソンやギュスターヴ・ホーン編集の機関紙である『労働』を発行しており、やはり二重組合主義に反対し、同党からの脱退をちらつかせていた。1896年の党大会で機関紙が除名処分となったものの、党執行部に対する悪感情は続いた。
1897年1月には、同支部がプリーストバックという党員を再入党させる事となる。プリーストバックはウィリアム・ジェニングス・ブライアンを支持するため前年に離党しており、復帰に当たり行われた投票では、規定の得票率を得るに至らなかった。「忠誠心のある」党員の陳情により、セントルイス支部の再建が果たせた一方で、ここでも反主流派はSDAへと流れてゆく。
なお、この出来事は同年8月に発生しているが、同じ月に1889年SLPから分裂した、ヴィルヘルム・ローゼンバーグ率いるドイツ人集団である社会民主同盟の一部がSDAへ参加。

### 初の党大会
何れにせよ結党が成ったSDAだが、主目的を権力掌握とする者と、BCCの影響を受け、社会主義者のコロニーを設立し西部を「社会主義化」させる事で事実上の権力掌握を図ろうとする者がおり、最初期から分裂状態にあった。
1898年6月7日に開催された初の党大会でも、最初から西方植民派と政治活動家との間で並々ならぬ緊張が横たわり、党綱領委員会の報告が聞かれた6月10日には分裂が頂点に達した。ヴィクター・V・バーガーやマーガレット・ ヘイルが発表した多数派の報告が、植民計画の放棄を推奨したのである。
綱領の策定は長く辛い議論を引き起こし、午前2時まで長引いた挙句、翌朝植民綱領が賛成53に対し反対37で通る事となる。政治活動を重視する反主流派はアメリカ社会民主党を立ち上げ、同党は1901年に他のグループを糾合し、アメリカ社会党となった。

### バーレー・コロニー
党大会から紆余曲折を経ながらも、植民計画が実行へと動き出してゆく。植民がすぐにでも成らなければ組織が持たないとの懸念から、サイラス・フィールド・ウィラードにコロニーを所有する権限を与える事となる。
ウィラードはピュージェット湾に良港がある事を指摘した党員のJ・B・ファウラーの助言を仰ぐべく、シアトルへ向かった。1898年10月18日、キトサップ郡の土地260エーカーを6000ドルで購入。20日には初の入植者が到着した。
人口は120名を超えなかったが、コロニー自体は数年間成長。元々「組合」と名付けられていたが、住民は次第に近くのバーレー川に因み「バーレー」と呼ぶようになる。コロニーでは農業や漁撈、林業がなされた他、タバコやジャム、機関紙の定期購読料から収入を得ていた。また、観光客向けの宿屋も開業。
当初はウィラードがコロニーを牽引していたが、1899年に離れ、カリフォルニア州ロマランドの神智学コロニーへと移る事となる。後に、郵便投票で選ばれた12名から構成される受託者委員会が、統治を行う。
コロニーの機関紙である『協同者』は、1898年2月から1906年6月まで刊行。当初は8ページの週刊紙であったが、1902年に32ページの月刊紙、1903年10月には16ページの雑誌へと形態を変える事となる。
1900年代末に入るとコロニーが衰退を余儀無くされる。1904年12月一部の会員がバーレーロッチデール貿易協会に合流し、3ヶ月後には協同協会自体が合弁会社へと再編成された。1908年までには150名の協会員を有するも、コロニーの住民は17名へと激減。1912年末、受託者は協会解散に向け株主総会を開いたが、賛意を得られず法廷へと持ち込まれる事となる。1913年1月10日にはジョン・P・ヤング判事が協同協会解散を命じ、財産を管財人管理下においた。資産は1924年を最後に全て売却された。

## 出版物
- Merrie England. Social Democracy Library, No. 1. Chicago: Social Democracy of America, 1897.
- Three in One: A Trinity of Arguments on Socialism. Social Democracy Library No. 2. Chicago: The Social Democracy, 1898.